# Antonio Londoño
Antonio Londoño (Medellín, Antioquia, 15 de diciembre de 1954) es un exciclista de ruta colombiano, profesional entre 1985 y 1988. Entre sus triunfos se destaca la Vuelta Ciclista de Chile en 1977 y el Campeonato de Colombia en Ruta en 1986.

## Palmarés
1975
- 1 etapa del Clásico RCN

1976
- 1 etapa de la Clásica de Antioquia

1977
- Vuelta Ciclista de Chile, más 1 etapa
- 2.º en la Clásica de Antioquia, más 1 etapa

1978
- Clásica Domingo a Domingo
- 3.º en Juegos Centroamericanos y del Caribe, Ruta, Contrarreloj por Equipos
- 2.º en Campeonato Panamericano de Ciclismo en Ruta, Contrarreloj por Equipos, Elite

1979
- 1 etapa del Clásico RCN
- 2.º en la Clásica del Oriente, más 1 etapa
- 3.º en el Gran Premio Internacional de Ciclismo Jalisco, México
- 3.º en la Vuelta Ciclista de Chile

1980
- 2.º en la Red Zinger Race
- 2.º en el Clásico RCN, más 1 etapa
- 1 etapa de la Vuelta a Colombia

1984
- 2.º en la Vuelta a Guatemala

1985
- Clásica de Antioquia

1986
- Campeonato de Colombia en Ruta[1]

## Resultados en las grandes vueltas
| Carrera         | 1985 | 1986 | 1987 | 1988 |
| Tour de Francia | -    | Ab.  | -    | -    |
| Giro de Italia  | 72.º | -    | -    | -    |
| Vuelta a España | -    | -    | -    | -    |

-: no participa 

Ab.: abandono

## Equipos
- Ferretería Reina (1974-1975)
- Polímeros Colombianos (1976)
- Castalia (1977-1978)
- Freskola (1979-1982)
- Canada Dry (1983)
- Café de Colombia - Varta - Mavic (1985)
- Varta - Renault (1985)
- Felipe Almacenes y Joyerías (1986) hasta 31-03
- Coca Cola - Caja Social (1986) desde 01-04 hasta 30-04
- Postobón (1986) desde 01-05
- Western - Rossin (1987)
- Pony Malta - Avianca (1988)